# Édouard Baer
Pour les articles homonymes, voir Baer.
Pour l’article ayant un titre homophone, voir Edward Behr.
Édouard Baer, né le 1er décembre 1966 à Boulogne-Billancourt, est une personnalité culturelle française de théâtre, de radio, de télévision et de cinéma. Il est à la fois acteur, auteur, metteur en scène et producteur de théâtre, animateur de radio, animateur et producteur de télévision, scénariste, réalisateur et producteur de cinéma.
Il est issu d'une famille d'artistes. Ses chroniques à la radio, et notamment sur Radio nova, le révèlent au grand public. Puis, il intègre Canal+. Il connaît ensuite un grand succès au cinéma, au théâtre et en musique, grâce à son humour décalé et son éloquence imaginative. Son œuvre est éclectique.[réf. nécessaire]

## Biographie

### Jeunesse et débuts
Édouard Baer, issu d'une famille juive alsacienne, est le frère de l'écrivaine Pauline Baer de Pérignon et du chanteur Julien Baer, et il est le petit-neveu du parolier et écrivain René Baer. Son père, Philippe Baer, gaulliste, énarque et ami de Jean d'Ormesson (dont il fut le témoin de mariage), a participé à la campagne d'Alsace avec la 2e DB et siégé à la Cour des comptes,.
Édouard Baer grandit à Paris : « Chez les Baer, il faut s'instruire, lire, faire toujours mieux, être spirituel sans trop la ramener. » Il étudie, notamment au collège Stanislas puis à l'École alsacienne (au lycée, entre 1983 et 1984), où il obtient un bac B (économique).
À dix-huit ans, il s'inscrit au cours Florent, où il est l'élève de l'actrice et metteuse en scène Isabelle Nanty, dont il deviendra l'assistant.
Durant quelques années, il travaille comme employé de banque,.

### 1993-1999: Radio Nova, Canal Jimmy, Canal+, premier film
Édouard Baer rencontre Ariel Wizman puis, en 1993, les deux compères commencent à animer ensemble La Grosse Boule, émission diffusée sur Radio Nova jusqu’en 1997. Après un détour par Canal Jimmy pour l’émission Nonante en 1993, ils se font remarquer par Alain de Greef et animent, en 1994, leur propre émission sur Canal+ : À la rencontre de divers aspects du monde contemporain ayant en commun leur illustration sur support audiovisuel. De 1997 à 1999, Édouard Baer continue seul sur Canal+, et anime la rubrique du Centre de visionnage.
En 1999, il écrit et réalise son premier film La Bostella, dans lequel il imagine la préparation d'une suite au Centre de Visionnage pour la rentrée prochaine, par une vision fictive de l'animateur, qu'il joue lui-même.

### 2001-2006: acteur, réalisateur

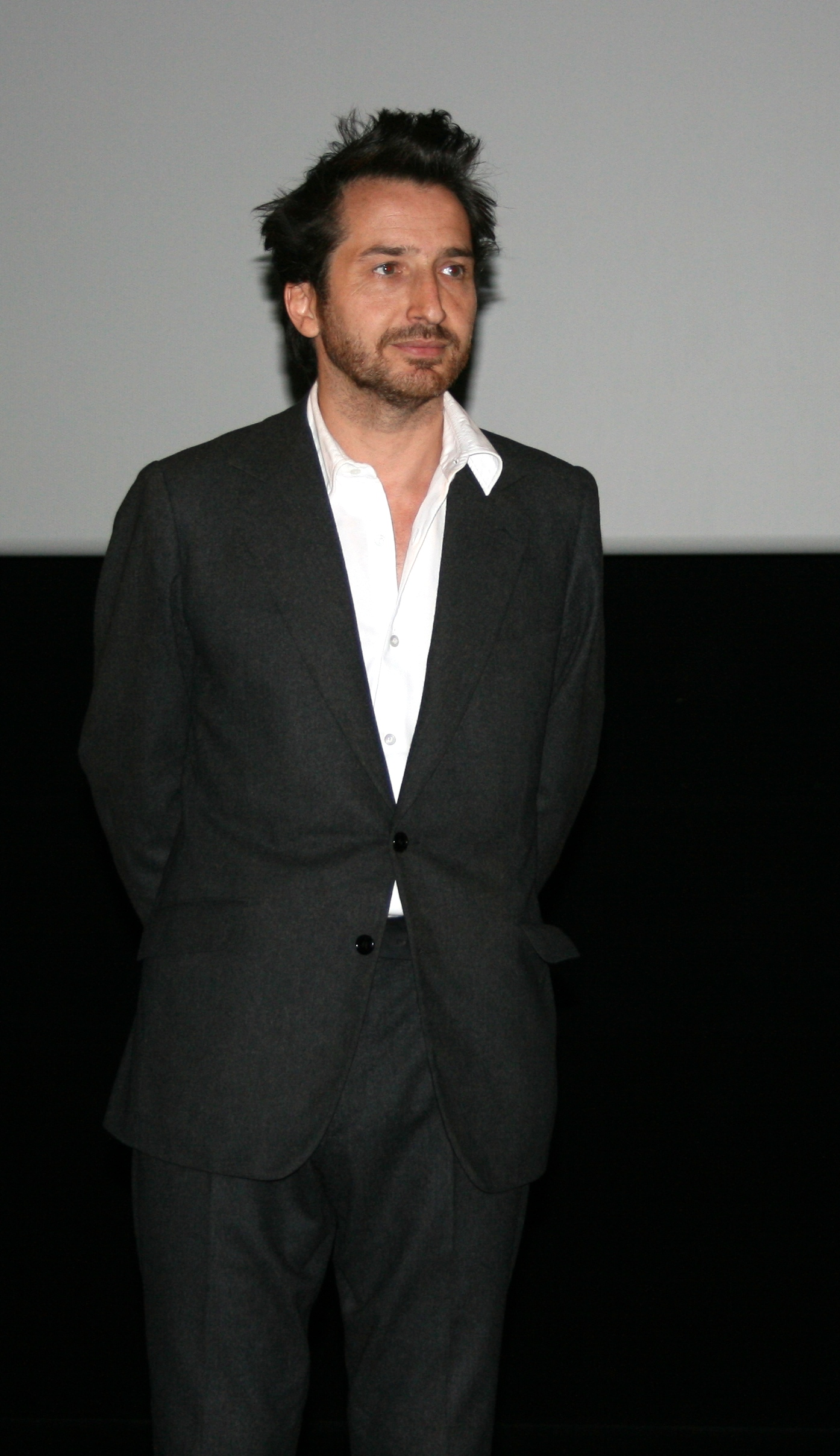
L'acteur à l'avant-première du film Passe-Passe, à Paris, en avril 2008.

En 2001, Édouard Baer incarne ainsi le scribe égyptien Otis dans la comédie à gros budget d'Alain Chabat, Astérix et Obélix : Mission Cléopâtre. Le film s'impose comme un succès majeur du cinéma français, et le personnage de Baer, grâce à un long monologue improvisé, repris au générique du film, devient culte. La même année, il décroche le Molière de la révélation théâtrale masculine 2001 pour son rôle dans la pièce Cravate club, écrite par Fabrice Roger-Lacan et mise en scène par Isabelle Nanty.
L'année 2002 lui permet une forte exposition : il retrouve sur grand écran Charles Berling pour Cravate club, comédie de Frédéric Jardin adapté de la pièce éponyme qu'ils interprétaient ensemble. Il partage l'affiche et les rôles-titres de Le Bison (et sa voisine Dorine) avec son ancienne professeur, Isabelle Nanty, qui réalise aussi là son premier et unique long-métrage à ce jour.
En 2004, il connaît un succès avec un autre premier film, la comédie de mœurs Mensonges et trahisons et plus si affinités, réalisée par l'ex-critique de cinéma Laurent Tirard. L'année suivante, il tente de confirmer en écrivant et réalisant son second film : la comédie absurde Akoibon. Le long-métrage, dans lequel il partage l'affiche avec Jean Rochefort, ne remporte pas le même succès.
Après des petits rôles dans des projets attendus — Combien tu m'aimes ?, de Bertrand Blier ; Les Brigades du Tigre, de Jérôme Cornuau —, il revient dans le style de Mensonges et Trahisons avec Je pense à vous, de Pascal Bonitzer.

### 2006-2009: comédien, acteur, télévision, Festival de Cannes
En 2007, Édouard Baer prête ses traits à Dorante pour le Molière de Laurent Tirard, et en 2008, il incarne un braqueur pour J'ai toujours rêvé d'être un gangster de Samuel Benchetrit. Il fait ensuite face à Nathalie Baye pour le road-movie Passe-passe, de Tonie Marshall. Il joue ensuite dans le drame Un monde à nous, de Frédéric Balekdjian.
En 2009, il participe à l'émission télévisée Rendez-vous en terre inconnue. Il devient aussi le maître de cérémonie du Festival de Cannes pour la seconde année consécutive.

### 2010-2013: auteur de théâtre, chanteur, acteur

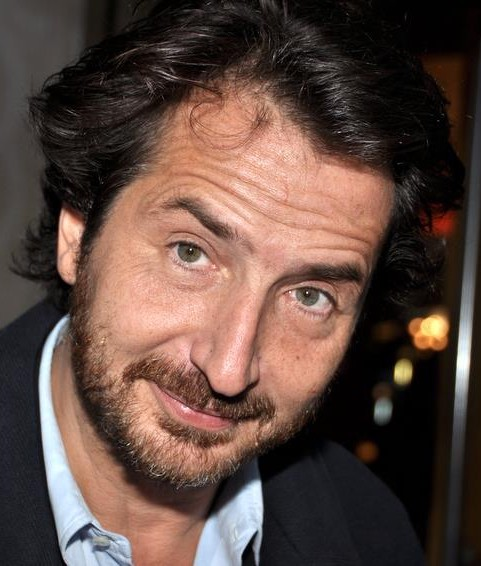
Édouard Baer en 2012 à l'avant-première de Astérix et Obélix : Au service de sa Majesté.

Le 2 août 2010 la pièce de théâtre d'Édouard Baer, Miam Miam, est diffusée en direct sur France 2, dans le cadre du festival de Ramatuelle. La même année, il chante en duo sur Le Miroir de l'album de Babet, Piano Monstre.
L'acteur se fait ensuite plus rare au cinéma, se concentrant sur les planches.
En 2010, il joue dans la comédie dramatique Mon pote, de Marc Esposito, dont il partage l'affiche avec Benoît Magimel ; puis en 2011, l'adaptation cinématographique de la bande dessinée éponyme, Poulet aux prunes, par sa propre auteur Marjane Satrapi, où il incarne Azraël face à Mathieu Amalric dans le rôle de Nasser Ali Khan.
En 2012, il est choisi pour succéder à Christian Clavier et Clovis Cornillac dans le rôle d'Astérix. Le réalisateur Laurent Tirard le choisit pour le quatrième opus de la franchise Astérix et Obélix : Au service de sa Majesté.
En 2013, il forme, avec Alain Chabat, Lucien Jean-Baptiste et Philippe Duquesne le quatuor central de Turf, de Fabien Onteniente, et d'une autre comédie de bande, Les Invincibles, de Frédéric Berthe, avec cette fois Gérard Depardieu et Virginie Efira.
Il se concentre ensuite sur les planches, avec des pièces qu'il écrit, réalise et interprète, entouré de sa troupe, et ce depuis 2006.

### Depuis 2014: auteur de théâtre, acteur, radio, scénariste et réalisateur pour le cinéma
En janvier 2014, Édouard Baer crée ainsi La Porte à côté, de Fabrice Roger-Lacan avec Emmanuelle Devos, mis en scène par Bernard Murat au théâtre Édouard-VII. Il accepte également de redevenir maître de cérémonie des Césars : il avait déjà animé l'évènement en 2001 et 2002, lors de sa révélation en tant qu'acteur de théâtre et de cinéma.
En 2015, il donne la réplique à Sandrine Kiberlain pour la comédie dramatique Encore heureux, de Benoît Graffin, tout en préparant son quatrième film en tant que scénariste/réalisateur, Ouvert la nuit.
Au début du mois d'octobre 2016, il reprend la matinale de Radio Nova,. Il repart pour une deuxième saison avec l'émission Plus près de toi à l'antenne de la radio parisienne à partir de septembre 2017.
En 2017, il dévoile son retour en tant que scénariste/réalisateur, douze ans après Akoibon, en livrant la comédie dramatique Ouvert la nuit. Il en tient aussi le rôle principal, s'entourant d'Audrey Tautou, Grégory Gadebois, Sabrina Ouazani, Atmen Kélif et Michel Galabru.
En 2018, il est maître de cérémonie du festival de Cannes ; son intervention étant très appréciée, une journaliste du Huffington Post écrit : « Est-ce qu’on peut mettre Édouard Baer maître de cérémonie tous les ans s’il vous plaît ? ». En 2019, il est à nouveau maître de cérémonie au festival de Cannes, un « rôle qui lui sied comme un gant ».
L'année 2019, il double le robot Buck dans le film d'animation d'Éric Tosti, Terra Willy, planète inconnue.
En mai 2018, il annonce qu'il quitte la matinale de Radio Nova à la fin de la saison 2017-2018, pour se consacrer au théâtre. Il rejoint cependant France Inter à la rentrée 2018, pour une émission hebdomadaire le dimanche soir, émission qui s'intitule Lumières dans la nuit, ce que le Nouvel Obs qualifiera de « bonne nouvelle de cette fin d’année ».
À la rentrée 2019, il décide de ne pas rempiler pour une deuxième saison à la tête des Lumières dans la nuit sur France Inter. Le 11 mai 2020, il revient cependant sur France Inter, la semaine, avec son émission quotidienne Lumières dans la nuit, émission que Laurence Bloch, directrice de France Inter décrit comme « un rendez-vous consolatoire et jubilatoire ».
En avril 2019, il écrit et joue Les élucubrations d’un homme soudain frappé par la grâce, pièce de théâtre acclamée par le public ainsi que les critiques, pièce qui lui vaudra une nomination aux Molières dans la catégorie du « comédien dans un spectacle de théâtre privé ». Cette pièce est ensuite publiée en livre en février 2021, aux éditions du Seuil.
En septembre 2021, il joue à nouveau Les élucubrations d’un homme soudain frappé par la grâce au théâtre Antoine.

### Vie privée
Édouard Baer a une fille, Iman, née en 2006,.

## Accusations de harcèlement sexuel et d'agressions sexuelles
Le 23 mai 2024, six femmes témoignent, dans une enquête conjointe de Mediapart et de Cheek, contre Édouard Baer pour harcèlement sexuel et agressions sexuelles sur une période allant de 2013 à 2021, essentiellement dans des contextes professionnels. Édouard Baer réagit : « Je ne me reconnais pas dans les mots ou les gestes qui me sont attribués, mais je ne peux qu'exprimer mes regrets que mon comportement ait mis mal à l'aise ou blessé ces femmes. Je n'ai pas eu l'intelligence de le percevoir. J'en suis profondément désolé. » Ses spectacles suivants ne sont pas annulés dans un premier temps,. Le 29 mai, le Théâtre Antoine annonce annuler une quinzaine de représentations prévues en juin et en juillet. Le 31 mai, son spectacle prévu le 12 juin au théâtre antique de Lyon, pendant les Nuits de Fourvière est également annulé.

## Théâtre

### Auteur, metteur en scène ou comédien
- 1997 : Le Goût de la hiérarchie d'Édouard Baer, mise en scène de l'auteur, théâtre Galabru.
- 2001 : Cravate Club de Fabrice Roger-Lacan, mise en scène Isabelle Nanty avec Charles Berling, théâtre de la Gaîté-Montparnasse

rôle pour lequel il obtient le Molière de la révélation théâtrale masculine 2001.
- 2002-2004 : Le Grand Mezze avec François Rollin, théâtre du Rond-Point.
- 2006 : La Folle et Véritable Vie de Luigi Prizzoti par Édouard Baer et sa troupe.
- 2007 : Looking for Mr Castang par Édouard Baer et sa troupe.
- 2008 : Un pedigree de Patrick Modiano, interprété par Édouard Baer, théâtre de l'Atelier.
- 2008 : Looking for Mr Castang, par Édouard Baer et sa troupe, théâtre Marigny (reprise).
- 2009 : Miam Miam d'Édouard Baer, théâtre Marigny.
- 2010 : Un pedigree de Patrick Modiano, théâtre de l'Atelier (reprise).
- 2012-2013 : À la française d'Édouard Baer, mise en scène de l'auteur, théâtre de Nîmes, théâtre Marigny, théâtre Liberté et Comédie de Reims.
- 2014 : La Porte à côté de Fabrice Roger-Lacan, mise en scène Bernard Murat, théâtre Édouard-VII
- 2016 : La Porte à côté de Fabrice Roger-Lacan, mise en scène Bernard Murat, en tournée
- 2016 : Un pedigree de Patrick Modiano, théâtre Antoine (reprise)
- 2019 : Les Élucubrations d'un homme soudain frappé par la grâce d'Édouard Baer, co-mis en scène avec Isabelle Nanty, théâtre Antoine
- 2022-2023 : Le Journal de Paris d'Édouard Baer, théâtre de la Porte Saint-Martin
- 2024 : Ma Candidature, d'Edouard Baer, Théâtre Antoine
- 2025 : Cyrano de Bergerac d'Edmond Rostand, mise en scène Anne Kessler, théâtre Antoine - Simone-Berriau

### Producteur
- L'Oiseau bleu (The Battle of War), au théâtre La Boule noire à Paris (de janvier à mars 2007)

## Radio
- 1992-1997 : La Grosse Boule sur Radio Nova, co-animation avec Ariel Wizman.
- 2016-2018 : Plus près de toi sur Radio Nova (animation de la matinale)
- 2018-2019 : Lumières dans la nuit sur France Inter, le dimanche soir à 21 h[32].
- de mai à décembre 2020 : Lumières dans la nuit sur France Inter
- 2021 : Les Aventures rocambolesques d'Édouard Baer et Jack Souvant sur France Inter (six épisodes pour la saison 1, quatre épisodes pour la saison 2)[33]

## Émissions de télévision

### Animateur
- 1993 : Nonante (Canal Jimmy), avec Ariel Wizman.
- 1994 : C'est pas le 20H (Canal+)
- 1996 : À la rencontre de divers aspects du monde contemporain (Canal +), avec Ariel Wizman.
- 1997-1999 : Le Centre de visionnage, séquence de l'émission Nulle part ailleurs (Canal+), et en solo.
- 2002 : Secrets de femmes (Paris Première)
- 2003 : Le Grand Plongeoir (France 2)
- 2010 : Le Grand Restaurant de Pierre Palmade (France 2, M6)

### Producteur
- Studio 5 (magazine musical sur France 5)

## Filmographie
Sauf indication contraire, les informations mentionnées dans cette section peuvent être confirmées par les bases de données cinématographiques IMDb et Allociné,  présentes dans la section « Liens externes ».

### Acteur

#### Cinéma

##### Années 1990
- 1989 : La Révolution française de Robert Enrico : un pendu
- 1994 : La Folie douce de Frédéric Jardin : Édouard
- 1995 : Fast de Dante Desarthe : le deuxième petit ami
- 1995 : Raï de Thomas Gilou : l'ami de Sahlia
- 1996 : L'Appartement de Gilles Mimouni : l'acteur de théâtre
- 1996 : Quinze sans billets (court métrage) de Samuel Tasinaje[34]
- 1996 : Caméléone de Benoît Cohen : le critique d'art
- 1996 : Un complot de saltimbanques de Jean Labib (inédit en salle)
- 1997 : Héroïnes de Gérard Krawczyk : Francis
- 1998 : Rien sur Robert de Pascal Bonitzer : Alain de Xantras
- 1999 : Terror Firmer de Lloyd Kaufman: le Français
- 1999 : La Bostella d'Édouard Baer : Édouard

##### Années 2000
- 2000 : Les Frères Sœur de Frédéric Jardin : Blaise
- 2000 : La Chambre des Magiciennes de Claude Miller : Simon
- 2001 : Betty Fisher et autres histoires de Claude Miller : Alex
- 2001 : Dieu est grand, je suis toute petite de Pascale Bailly : François
- 2002 : Astérix & Obélix : Mission Cléopâtre d'Alain Chabat : Otis
- 2002 : Cravate Club de Frédéric Jardin : Adrien
- 2002 : Le Bison (et sa voisine Dorine) d'Isabelle Nanty : Louis Le Bison
- 2002 : Édouard est marrant (court métrage) de Riton Liebman[35]
- 2003 : Double Zéro de Gérard Pirès : le Mâle
- 2003 : À boire de Marion Vernoux : Pierre-Marie Archambault
- 2004 : Mensonges et trahisons et plus si affinités... de Laurent Tirard : Raphaël
- 2005 : Akoibon d'Édouard Baer : Daniel Stain
- 2005 : Les Vacances de Noël de Jan Bucquoy
- 2005 : Combien tu m'aimes ? de Bertrand Blier : Édouard
- 2006 : Les Brigades du Tigre de Jérôme Cornuau : l'inspecteur Pujol
- 2006 : Je pense à vous de Pascal Bonitzer : Hermann
- 2007 : Molière de Laurent Tirard : Dorante
- 2007 : La Fille coupée en deux de Claude Chabrol : l'acteur
- 2008 : J'ai toujours rêvé d'être un gangster de Samuel Benchetrit : le braqueur
- 2008 : Passe-passe de Tonie Marshall : Darry Marzouki
- 2008 : Seuls Two d'Éric Judor et Ramzy Bedia : le prêtre
- 2008 : Un monde à nous de Frédéric Balekdjian Marc
- 2009 : Les Barons de Nabil Ben Yadir : Jacques

##### Années 2010
- 2010 : Une exécution ordinaire de Marc Dugain : Vassilli, le physicien
- 2010 : Mon pote de Marc Esposito : Victor
- 2011 : HH, Hitler à Hollywood de Frédéric Sojcher : lui-même
- 2011 : Poulet aux prunes de Marjane Satrapi et Vincent Paronnaud : Azraël
- 2012 : Astérix et Obélix : Au service de sa Majesté de Laurent Tirard : Astérix
- 2012 : Le Grand Retournement de Gérard Mordillat : un trader
- 2013 : Turf de Fabien Onteniente : Freddy
- 2013 : Les Invincibles de Frédéric Berthe : Stéphane Darcy
- 2014 : Cupcakes d'Eytan Fox : le présentateur télé
- 2015 : Encore heureux de Benoît Graffin : Sam Ogiel
- 2017 : Ouvert la nuit de lui-même : Louis Steiner, dit « Luigi »
- 2018 : Mademoiselle de Joncquières d'Emmanuel Mouret : le marquis des Arcis
- 2018 : Raoul Taburin de Pierre Godeau : Hervé Figougne
- 2019 : Black Snake de Thomas N'Gijol et Karole Rocher : Henry Thouvenel
- 2019 : La Lutte des classes de Michel Leclerc : Paul
- 2019 : Polina et le mystère d'un studio de cinéma (uk) d'Olias Barco : le chimiste

##### Années 2020
- 2020 : La Bonne Épouse de Martin Provost : André Grunvald
- 2022 : Adieu Paris de lui-même : Édouard
- 2023 : Daaaaaalí ! de Quentin Dupieux : Salvador Dalí
- 2024 : Tous toqués! de Manon Briand : Victor, le chef

#### Télévision
- 1990 : Tribunal (épisode 390, Les Amants terribles) : Antoine Marin
- 2001 : Demain et tous les jours après (téléfilm) de Bernard Stora : Bruno
- 2002 : Jean Moulin (téléfilm) d'Yves Boisset : un motard lors de la débâcle
- 2019 : Capitaine Marleau (saison 3, épisode 5, Veuves mais pas trop de Josée Dayan) : Stanislas Turner

#### Doublage
- 2005 : Robots de Chris Wedge : Ratchet (doublage français)
- 2009 : Le Petit Nicolas de Laurent Tirard : le narrateur (version originale française)
- 2009 : Les Herbes folles d'Alain Resnais : le narrateur (version originale française)
- 2012 : Les Pirates ! Bons à rien, mauvais en tout de Peter Lord et Jeff Newitt : le capitaine pirate (doublage français)
- 2015 : Phantom Boy d'Alain Gagnol et Jean-Loup Felicioli : Alex Tanguy (version originale française)
- 2019 : Terra Willy, planète inconnue d'Éric Tosti : Buck (version originale française)
- 2023 : Les voleurs d'avions de Clara Marquet : le narrateur (version originale française)[36]

### Scénariste
Édouard Baer est également scénariste des films qu'il réalise.
- 1997 : Qui va Pino va sano (court métrage) de Fabrice Roger-Lacan[37]
- 2000 : Les Frères Sœur de Frédéric Jardin

### Réalisateur
- 1999 : La Bostella – également scénariste et producteur
- 1999 : Chico, notre homme à Lisbonne (court métrage télévisé) – également co-scénariste[38]
- 2005 : Akoibon – également scénariste
- 2013 : À la française (téléfilm)
- 2017 : Ouvert la nuit – également scénariste
- 2022 : Adieu Paris – également scénariste
- Projet abandonné (initié en 2002) : Tribulations Marrakech – également scénariste

## Publicité
En 2010 et 2011, Édouard Baer est la voix off des publicités pour la marque Gan.

## Discographie

### Livres audio
Édouard Baer est le narrateur de plusieurs livres audio :
- Frédéric Beigbeder, Oona et Salinger, éditions Audiolib, Paris, 2014 (durée : 7 h)  (EAN 9782356418401)
- Stefan Zweig, Le Joueur d'échecs (traduction de l'allemand par Jacqueline Des Gouttes, révisée par Brigitte Vergne-Cain et Gérard Rudent), éditions Audiolib, album 25 0286 2, Paris, 2010, 2 disques compact (durée : 1 h 53 min)  (EAN 9782356412508), (BNF 42285829)
- Patrick Modiano, Chien de printemps, éditions Audiolib, Paris, 2015 (durée : 1 h 39 min)  (EAN 9782356419422)
- Jean-Jacques Sempé, René Goscinny, Le Petit Nicolas et les Copains, éditions Gallimard Jeunesse, Paris, 2017  (EAN 9782075089920)
- Jean-Jacques Sempé, René Goscinny, Le Petit Nicolas a des ennuis, éditions Gallimard Jeunesse, Paris, 2018  (EAN 9782075089944)
- Taï-Marc Le Thanh, Rose Poupelain, Le Carnaval jazz des animaux, éditions Gautier-Languereau, Paris, 2020  (EAN 9782017124153)

### Musique
En 2017, Édouard Baer fait une apparition sur le morceau Slam & Slam'ed de l'album The Evol' (2017) du groupe Shaka Ponk, dans un slam où il se met dans la peau d'une rock star en tournée juste après un concert.
Il est aussi présent sur le titre Libre de Bigflo et Oli, en featuring avec Bon Entendeur.

## Maître de cérémonie

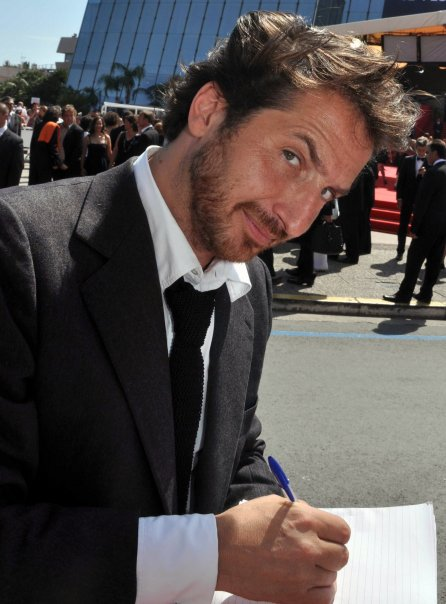
Édouard Baer au festival de Cannes 2009.

En 2001 et 2002, Édouard Baer présente les 26e et 27e cérémonies des César du cinéma. Il rempile en 2015 lors de la 40e édition.
Il officie également à la présentation des cérémonies du Festival de Cannes 2008, 2009 et 2019. Lors de la cérémonie du Festival de Cannes 2018, il fait un discours lyrique remarqué.
Il est aussi à de nombreuses reprises le maître de cérémonie du Grand prix d'horlogerie de Genève.

## Distinctions

### Récompenses
- Molières 2001 : Molière de la révélation théâtrale pour Cravate Club
- Globes de cristal 2007 : Globe de cristal du meilleur one man show ou comédie musicale pour La Folle et Véritable Vie de Luigi Prizzoti
- Globes de cristal 2011 : Globe de cristal de la meilleure pièce de théâtre pour Miam Miam
- Académie Charles-Cros 2016 : Coup de cœur du jeune public pour Le carnaval jazz des animaux avec The Amazing Keystone Big Band[46],[47].

### Nominations
- César 2002 : César du meilleur acteur dans un second rôle dans Betty Fisher et autres histoires
- Molières 2010 : Molière du meilleur spectacle comique pour Miam Miam
- César 2019 : César du meilleur acteur pour Mademoiselle de Joncquières
- Molières 2020 : Molière du comédien dans un spectacle de théâtre privé pour Les élucubrations d’un homme soudain frappé par la grâce
- César 2021 : César du meilleur acteur dans un second rôle pour La Bonne Épouse

### Décoration
- Chevalier de l'ordre des Arts et des Lettres (2012)[48]